# IJspaleis (Antwerpen)
Het IJspaleis (Frans: Palais de glace) was een ijspiste in de Belgische stad Antwerpen. Ze had een lengte van 51 meter en een breedte van 17,8 meter. Tijdens de Olympische Zomerspelen van 1920 vonden in het IJspaleis het kunstschaatsen en de ijshockeycompetitie plaats in het IJspaleis. In 1923 was het IJspaleis het decor voor de Europese kampioenschappen ijshockey van 1923.
Het IJspaleis was oorspronkelijk een rolschaatspiste, de Skating du Cercle, in de Henri Van Heurckstraat, die toen nog de Gezondstraat heette. De piste werd ontworpen door ingenieur Walter Van Kuyck, zoon van de Antwerpse schepen voor Schone Kunsten Frans Van Kuyck, en opende in 1910. De piste werd vooral gebruikt door dames uit de bourgeoisie die er 's namiddags kwamen rolschaatsen en taart eten aan de tafeltjes rond de piste. Ondanks het succes ging de nv achter de piste failliet. In 1913 werd er een nieuwe nv opgericht, de nv Palais de Glace, met als doel de rolschaatsbaan om te vormen tot een ijspiste. Nog in datzelfde jaar werd de ijspiste geopend die zeven jaar later een van de decors van de Olympische Zomerspelen in Antwerpen zou vormen.
Later werd het gebouw omgebouwd voor commerciële doeleinden. Het diende onder andere als Renault-garage, als opslagplaats voor de voertuigen van de Antwerpse Taxi Maatschappij en als parkeergarage onder de naam Garage Leopold. In 2016 werd het gebouw gesloopt voor de bouw van nieuwe flatgebouwen. Hiermee verdween een van de laatste fysieke relikwieën van de Olympische Spelen 1920.